# Ростороцкий, Игорь Дмитриевич
Игорь Дмитриевич Ростороцкий (4 февраля 1962, Анапа, Краснодарский край, РСФСР, СССР) — советский спортсмен,Чемпион Мира1981г и Европы1982г среди юниоров.
Заслуженный мастер спорта СССР по греко-римской борьбе 1986 г.
FILA GALA GRAND PRIX 1985—1987 гг. Вестерос (Швеция), Будапешт «Золотой пояс» лучшего борца в мире в весовой категории +100 кг.
Один из тех, кто побеждал на Кубке СССР 1986 года и на чемпионате СССР 1987 года Александра Карелина. Выступал за спортивное общество «Динамо». Окончил Карагандинский государственный университет имени Е. А. Букетова, юридический факультет.

## Спортивные достижения
- Чемпион СССР
- (Омск,1987)
- Серебряная медаль чемпионата СССР
- (Тбилиси,1988)
- Бронзовая медаль Чемпионата СССР
- (Минск,1984)
- (Красноярск,1985)
- Обладатель Кубка СССР в личном зачёте
- (Красноярск,1984)
- (Уфа,1985)
- (Астрахань,1986).
- Чемпион Европы
- (Лейпциг, ГДР, 1985)
- (Тампере, Финляндия, 1987)
- Бронзовая медаль Чемпионата Европы (Йёнчёпинг, Швеция, 1984)
- Чемпион мира
- (Кульботн, Норвегия, 1985)
- (Клермон-Ферран, Франция, 1987)
- Обладатель Кубка мира в личном зачёте
- (Сейняйоки, Финляндия, 1984)
- (Оак-Лон, США, 1986)
- (Греция, Афины, 1988)